# Złota (województwo mazowieckie)
Złota – wieś sołecka w Polsce, położona w województwie mazowieckim, w powiecie sochaczewskim, w gminie Rybno. Ma status sołectwa.
| SIMC    | Nazwa          | Rodzaj    |
| ------- | -------------- | --------- |
| 0737090 | Emilianów      | część wsi |
| 0737108 | Górki-Karolina | część wsi |
| 0737114 | Lechówka       | część wsi |

Prywatna wieś szlachecka położona była w drugiej połowie XVI wieku w powiecie gąbińskim ziemi gostynińskiej województwa rawskiego. W latach 1975–1998 miejscowość należała administracyjnie do województwa skierniewickiego.
Sołectwo 31 grudnia 2013 roku liczyło 162 mieszkańców.
W miejscowości znajduje się mauzoleum żołnierzy niemieckich z okresu I wojny światowej. 

## Historia
Wieś znana przynajmniej od XVI wieku. Wówczas stanowiła cząstkową własność m.in. Czerniewskich i Izbieńskich. W końcu XVIII wieku w rękach Siemianowskich, a w drugiej połowie XIX wieku i w XX wieku Bolechowskich, w tym około 1880 roku Feliksa Bolechowskiego, a w 1909 roku Władysława Bolechowskiego. W końcu lat dwudziestych XX wieku majątek liczący 415 hektarów należał do Władysława Bolechowskiego. Ostatnim właścicielem Złotej był syn Władysława – Henryk Bolechowski.

## Dwór
Dwór z drugiej połowy XIX wieku, wzniesiony prawdopodobnie dla Feliksa Bolechowskiego i w 1926 roku nieco rozbudowany. Po II wojnie światowej mieściła się w nim szkoła podstawowa i mieszkało w nim kilka rodzin. W latach 90. XX wieku dwór stał się własnością prywatną.
Parterowy, nakryty dachem czterospadowym, z piętrowym ryzalitem na osi, w którego dolnej kondygnacji wgłębny portyk kolumnowy poprzedzający wejście. Naroża ryzalitu oraz lizeny artykułujące korpus dworu boniowane.

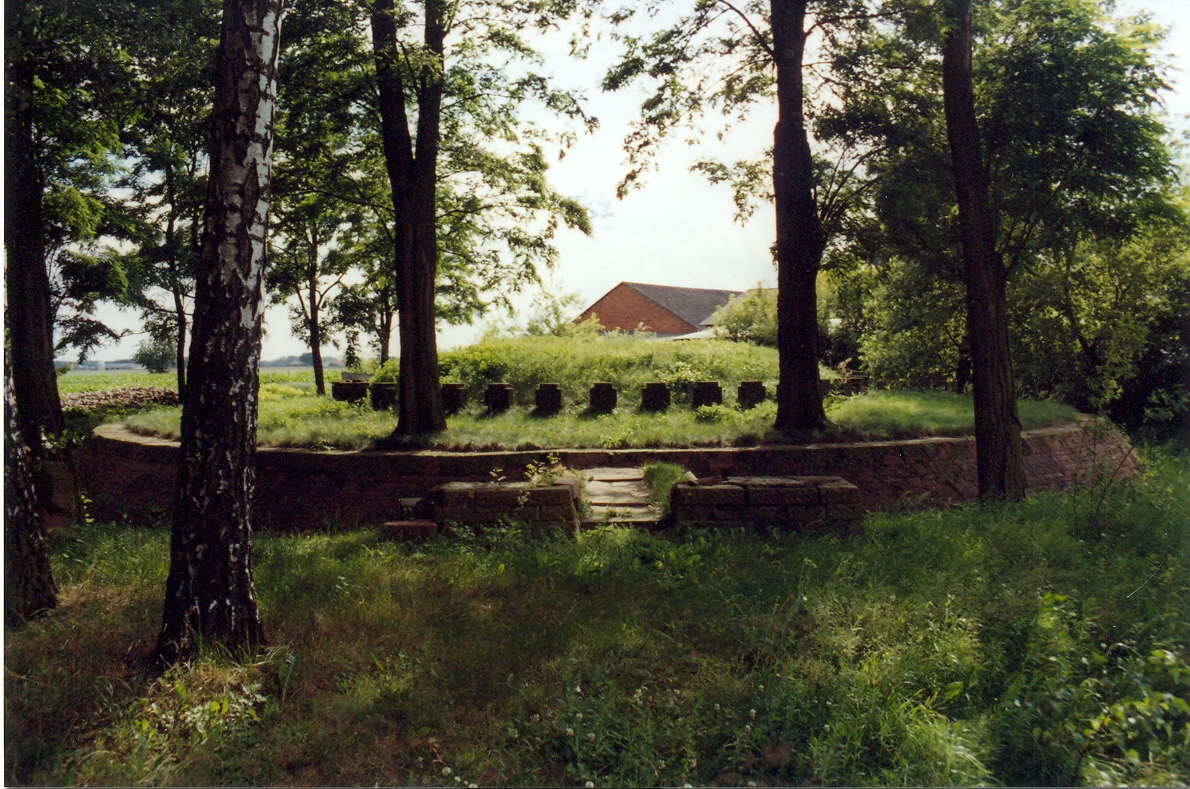
Złota - cmentarz niemiecki